# Alfred Sherwood Romer
Alfred Sherwood Romer (White Plains (Nova Iorque), 28 de dezembro de 1894 — 5 de novembro de 1973) foi um paleontólogo norte-americano.
Foi um especialista em anatomia comparada e em evolução dos vertebrados. Foi autor de numerosos livros e artigos sobre  a paleontologia dos vertebrados e sua anatomia, principalmente dos anfíbios e dos répteis.
Trabalhou como instrutor em anatomia na  "Bellevue Medical College" da Universidade de Nova Iorque de 1921 a 1923, professor associado de paleontologia dos vertebrados na Universidade de Chicago de 1923 a 1931 e posteriormente professor de 1931 a 1934. Em seguida, de 1934 a 1965, foi professor de zoologia e curador  do departamento de paleontologia dos vertebrados do "Museu de Zoologia Comparada" de Harvard.
Romer foi membro de várias sociedades científica, dentre elas, da  Academia Nacional de Ciências dos Estados Unidos, onde recebeu a Medalha Thompson em 1954 e a Medalha Daniel Giraud Elliot em 1960; da "Sociedade Americana de Zoologistas", que dirigiu em 1950; da Associação Americana para o Avanço da Ciência, onde foi vice-presidente em 1948, diretor de  1958 a 1964 e presidente em 1966; da Sociedade Geológica de Londres, onde recebeu a Medalha Wollaston em 1973 e de outras tantas sociedades doutas americanas e estrangeiras. Recebeu também a Medalha Linneana pela Sociedade Linneana de Londres em 1972 e a Medalha Penrose pela Sociedade Geológica dos Estados Unidos em 1962.

## Obras
- 1933: "Man and the vertebrates" ( Harmondsworth, Penguin) — reimpressão, 1937; 2ª edição, 1954; 3ª edição, 1968; 4ª edição, 1971; 5ª edição e 6ª edição com Thomas Sturges Parsons 1930, 1977 e 1986.
- 1940: Com Llewellyn Ivor Price (1905-1980) "Review of the Pelycosauria" (Nova Iorque: Arno Press) — reedição, 1980.
- 1933: "Vertebrate paleontology" (Chicago, University of Chicago Press) — 2ª edição, 1945; 3ª edição, 1966.
- 1947: "Review of the Labyrinthodontia" (Cambridge, MA : Museum of Comparative Zoology).
- 1956: "Osteology of the reptiles" ( Chicago, University of Chicago Press) — reedição, 1997.
- 1956: Com David Meredith Seares Watson (1886-1973), "A classification of therapsid reptiles" (Cambridge, The Museum).
- 1956: "A shorter version of the second edition of The vertebrate body" (Filadélfia, Saunders).
- 1959: "The vertebrate story" (Chicago, University of Chicago Press) — 4ª edição.
- 1963: "The larger embolomerous amphibians of the American Carboniferous" ( Cambridge, The Museum).
- 1964: "The braincase of the Paleozoic elasmobranch Tamiobatis" (Cambridge, The Museum).
- 1966: Com John Willis Stovall (1891-1953) e Llewellyn Ivor Price (1905-1980), "The postcranial skeleton of the giant Permian Pelycosaur Cotylorhynchus romeri" (Cambridge, Harvard University).
- 1967: "The procession of life" (Garden City, N.Y., Anchor Books) — reedição, 1968 e 1972.